# Nettie Stevens
Nettie Maria Stevens (Cavendish, 7 de julho de 1861 - Baltimore, 4 de maio de 1912) foi uma bióloga e geneticista norte-americana. A ela atribui-se a descoberta dos cromossomos sexuais. Poucos anos depois da redescoberta dos escritos de Gregor Mendel sobre genética, em 1900, Nettie observou que machos de larvas produziam dois tipos de esperma, um com um cromossomo grande e um com um pequeno. Quando o esperma com cromossomos grandes fertilizavam ovos, eles produziam uma cria fêmea e quando era o cromossomo pequeno, produziam uma cria macho.
O par de cromossomos que ela estudou ficariam conhecidos como X para o feminino e Y para o masculino.

## Biografia
Nettie Stevens nasceu em Cavendish, no estado de Vermont, em 7 de julho de 1861. Era filha de Ephraim Stevens e Julia Adams. Após a morte de sua mãe, em 1863, quando Nettie tinha 2 anos de idade, seu pai se casou novamente e a família se mudou para Westford, em Massachusetts. Seu pai, um carpinteiro, teve dinheiro suficiente para dar a Nettie e sua irmã, Emma, uma educação de qualidade, especialmente no ensino médio.

## Educação
Nettie sempre foi uma excelente aluna. Junto de sua irmã, Emma, elas foram duas das três mulheres a se formarem na Westford Academy entre os anos de 1872-1883. Depois de formada, Nettie se mudou para Lebanon, em New Hampshire, para lecionar latim, inglês, matemática, fisiologia e zoologia em uma escola de ensino médio. Três anos depois, ela retornou a Vermont para continuar seus estudos. Nettie continuou na pós-graduação em sua alma mater, a atual Westfield State University, onde concluiu um curso de quatro anos em dois e se formou com as maiores notas da turma. Em busca de mais especialização, ela ingressou na recém-inaugurada Universidade Stanford em 1896, onde concluiu o mestrado em 1900. Interessou-se principalmente em histologia após concluir um ano de estágio em fisiologia com o professor Jenkins e seu antigo estudante e depois professor assistente, Frank Mace Macfarland.
Depois disso, Nettie foi para o Bryn Mawr College em busca de um doutorado, onde estudou, principalmente, regeneração multicelular em organismos, a estrutura de organismos unicelulares, o desenvolvimento do esperma e dos óvulos, células germinativas em insetos e divisão celular em vermes e ouriços. Por uma ano, ela estagiou no zoológico de Nápoles, na Itália, onde trabalhou com organismos marinhos e esteve também no Instituto Zoológico da Universidade de Würzburgo, na Alemanha. Nettie retornou aos Estados Unidos para continuar seus trabalhos com citologia no Bryn Mawr.
Seu orientador no doutorado foi o geneticista Thomas Hunt Morgan, que depois foi para a Universidade Columbia. Os trabalhos e experimentos de Nettie foram influenciados pelo trabalho do antigo chefe do departamento de biologia do Bryn Mawr, Edmund Beecher Wilson, que acabou indo para Columbia também.
Nettie concluiu e defendeu seu doutorado no Bryn Mawr College em 1903 e permaneceu como pesquisadora associada na área de bilogia durante aquele ano. Continuou como palestrante e professora assistente na área de morfologia experimental por mais um ano até sua morte, em 1905. O cargo de professora pesquisadora titular lhe foi oferecido, mas Nettie já estava bastante debilitada pelo câncer para aceitar.
Antes de receber o título de doutora pelo Bryn Mawr, Nettie recebeu uma bolsa de auxílio à pesquisa do Instituto Carnegie, para pós-doutorado. Seus professores a recomendaram e ela ganhou a bolsa onde pesquisou hereditariedade com base nos trabalhos de Mendel, especificavamente a determinação do sexo dos indivíduos. O estudo gerou o artigo “A Study of the Germ Cells of Aphis rosae and Aphis oenotherae” e por seu trabalho ela ganhou mil dólares pelo melhor artigo científico escrito por uma mulher. O estudo de determinação de sexo foi publicado pelo Carnegie como parte de uma monografia em duas partes, "Studies in Spermatogenesis".

## Carreira

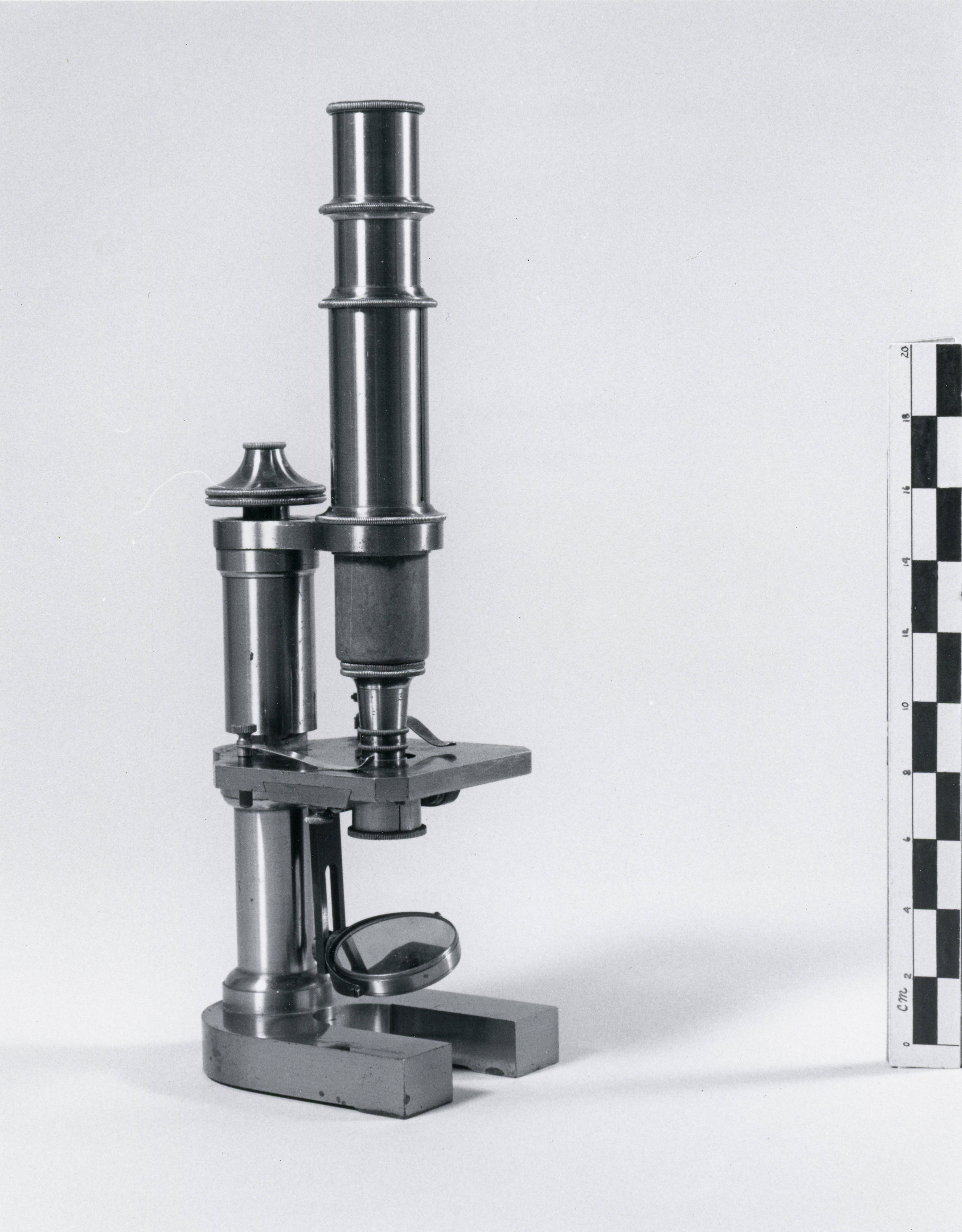
Microscópio de Nettie Stevens, Bryn Mawr College

Nettie Stevens foi uma das primeiras mulheres norte-americanas a ser reconhecida por sua contribuição à ciência. Grande parte de suas pesquisas foram feitas no Bryn Mawr College. Apesar do reconhecimento de seu trabalho, o máximo que Nettie chegou na instituição foi ao cargo de professora assistente em morfologia experimental. Ainda assim, Nettie expandiu consideravelmente o conhecimento da época em genética, embriologia e citologia.
Mesmo sem ter um cargo universitário oficial, Nettie fez carreira na pesquisa, em trabalhos de campo e em laboratório. Seu registro de publicações incluem 38 artigos, muitos deles em áreas que eram novas na época, como hereditariedade cromossômica. Seus experimentos em células germinativas a levou a concluir que os cromossomos tinham um papel fundamental na determinação do sexo dos indivíduos durante seu desenvolvimento fetal. Como resultado, Nettie forneceu uma evidência importante para as teorias de herança cromossômica e para o trabalho de Mendel.
Observando os cromossomos dos insetos, Nettie descobriu que, em algumas espécies, os cromossomos são diferentes de acordo com o sexo e quando a segregação cromossômica ocorre na formação do esperma, a diferença leva a uma diferença entre o nascimento entre machos e fêmeas, com um maior número de fêmeas por macho nascido. Sua descoberta foi a primeira diferença observável de ligação entre os cromossomos e diferenças no fenótipo. Este trabalho foi publicado em 1905.
Trabalhando principalmente com insetos, Nettie identificou o pequeno cromossomo que hoje é identificado como cromossomo Y e deduziu que a base cromossômica para o sexo do Y era carregado pelos machos. Um óvulo fertilizado pelo esperma carregaria o Y para o indivíduo que se tornaria macho, enquanto um cromossomo X, maior, geraria uma fêmea. Estudando pulgões, moscas, larvas e besouros, Nettie concluiu também que os cromossomos existiam geralmente em pares, como XX ou XY, mas que poderiam haver variações como X0. Hermann Henking já tinha estudado previamente os cromossomos de besouros, tendo encontrado o X, mas não identificou o Y.
Nettie também concluiu acertamente que o cromossomo X não determinava o sexo dos indivíduos, como achava Clarence Erwin McClung. Apesar de sua descoberta, Nettie não foi a responsável por nomear os cromossomos de X e Y.
Em Bryn Mawr, Nettie já cultivava e estudava a Drosophila melanogaster em laboratório, anos antes de Thomas Hunt Morgan adotar a mosca de frutas como organismo padrão para experimentos.

## Machismo

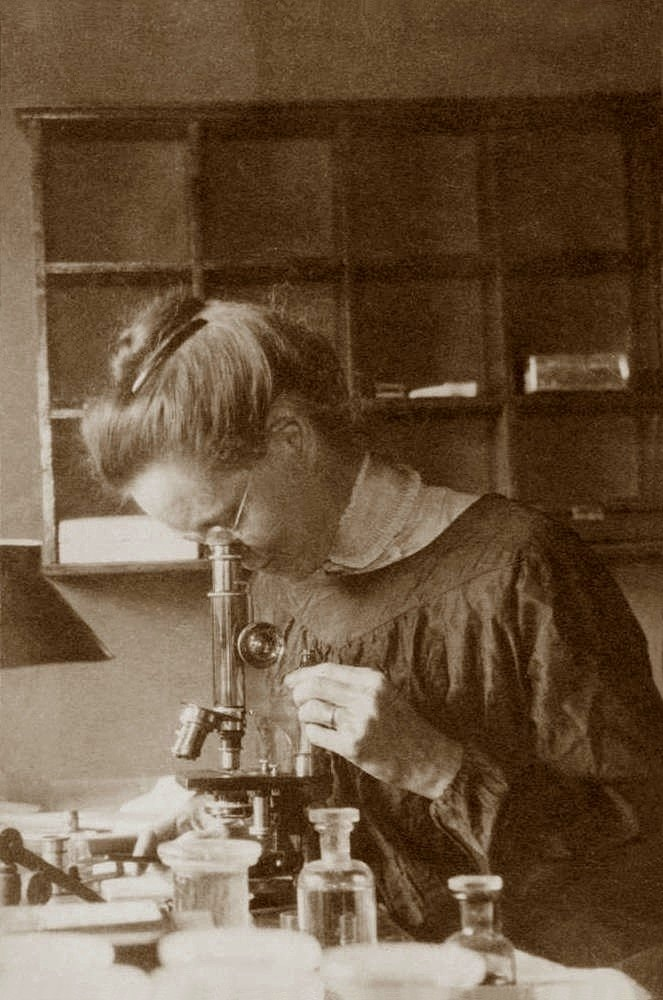
Nettie Stevens trabalhando no zoológico de Nápoles, em 1909

Embora Nettie e Wilson tenham ambos trabalhado com a determinação cromossômica dos sexos, muitos autores creditaram a descoberta a Wilson. Wilson, porém, não identificou o cromossomo Y, muito menos que o X e nem deduziu que ele é o responsável pela determinação do sexo, enquanto Nettie observou os dois cromossomos, concluiu e publicou sua pesquisa. Antes de ler os artigos de Nettie, ele acreditava que fatores ambientais tinham papel na determinação do sexo.
Além disso, Thomas Hunt Morgan tem o crédito de descobrir os cromossomos sexuais, embora nessa época ele discutisse com Wilson e Nettie por discordar de suas conclusões e a interpretação de Nettie. O reconhecimento de Morgan veio em parte por seu trabalho com linhas sexuais de um gene de moscas de frutas e acabou agraciado com o Prêmio Nobel em 1933. Nettie não foi reconhecida por sua descoberta nem mesmo na época em que publicou seu trabalho. Enquanto Morgan e Wilson eram convidados a palestrar sobre suas teorias a respeito da determinação do sexo, em 1906, Nettie não recebeu convite algum.
Após a morte de Nettie, Morgan escreveu um grande obituário no periódico Science. No texto ele diz que Nettie "teve parte em sua importante descoberta". Apesar de ser um grande reconhecimento e homenagem ao trabalho de Nettie, Morgan foi impreciso em várias passagens. Por exemplo, ele disse que o trabalho de Nettie confirmou a hipótese de McClung sobre o cromossomo X, quando na verdade ela o refutou. Morgan reconheceu o trabalho de Wilson como sendo um trabalho conjunto com Nettie. Mas o próprio Wilson afirmou em uma nota de rodapé em um estudo que a descoberta foi de fato de Nettie Stevens. Morgan também afirma que Nettie carecia de uma visão ampla que inspira às descobertas, mas Morgan parece ter esquecido que Nettie era constantemente excluída de palestras e encontros científicos, não tendo chance de apresentar suas teorias e ideias. E apesar de dar algum reconhecimento ao trabalho tanto de Stevens quanto de Wilson, Thomas H. Morgan não menciona nenhum deles em suas apostilas de ensino, alegando que foi seu laboratório que analisou e descobriu os cromossomos sexuais. Morgan fez isso com vários outros cientistas também, especialmente se eram alunos seus.

## Morte
Nettie Stevens morreu devido a um câncer de mama em 4 de maio de 1912, em Baltimore, Maryland, aos 50 anos de idade, apenas 9 anos após a conclusão de seu doutorado. Sua carreira foi curta, porém ela publicou cerca de 40 artigos científicos. Nettie foi sepultada no cemitério de Westford, Massachusetts, ao lado de seu pai e sua irmã. Nettie nunca se casou ou teve filhos.

## Legado
Em 1994, Nettie Stevens foi incluída no National Women’s Hall of Fame, uma organização dos Estados Unidos que reconhece conquistas de mulheres norte-americanas. Em 7 de julho de 2016, ano do seu 155º aniversário, o Google criou um doodle comemorativo, mostrando Nettie Stevens olhando para os cromossomos X e Y por um microscópio. Em 5 de maio de 2017, a Universidade Estadual de Westfield, honrou o nome de Nettie com a inauguração do Centro de Inovação e Ciências Dra. Nettie Stevens.

## Outras leituras
- Brush, S G (junho de 1978). «Nettie M. Stevens and the discovery of sex determination by chromosomes». Estados Unidos. Isis (journal). 69 (247): 163–72. ISSN 0021-1753. PMID 389882. doi:10.1086/352001
- Ogilvie, M B; Choquette C J (agosto de 1981). «Nettie Maria Stevens (1861-1912): her life and contributions to cytogenetics». United States. Proceedings of the American Philosophical Society. 125 (4): 292–311. ISSN 0003-049X. PMID 11620765
- Gilgenkrantz, Simone (outubro de 2008). «Nettie Maria Stevens (1861-1912)». France. Med Sci (Paris). 24 (10): 874–8. ISSN 0767-0974. PMID 18950586. doi:10.1051/medsci/20082410874
- Reynolds, Moira Davison (2004). American women scientists: 23 inspiring biographies, 1900-2000. Jefferson, N.C.: McFarland. ISBN 978-0786421619</ref>